# 심혜진 (1975년)
심혜진(1975년 5월 19일 ~ )은 대한민국의 배우이다.

## 학력
- 한국외국어대학교 영어학 학사
- 한국외국어대학교 대학원 신문방송학 석사

## 출연작

### 드라마
- 1997년 SBS 모델
- 1997년 KBS2 완벽한 남자를 만나는 방법 - 송아 역
- 1998년 SBS 파트너
- 2007년 SBS 완벽한 이웃을 만나는 법
- 2009년 KBS2 파트너

### 예능
- 2018년 SBS 싱글와이프 시즌2

### 광고
- 한국 코카-콜라 네스카페
- 부광약품 아락실

### 뮤직비디오
- 1998년 윤상 - 언제나 그랬듯이